# Jüdischer Friedhof (Unkel)

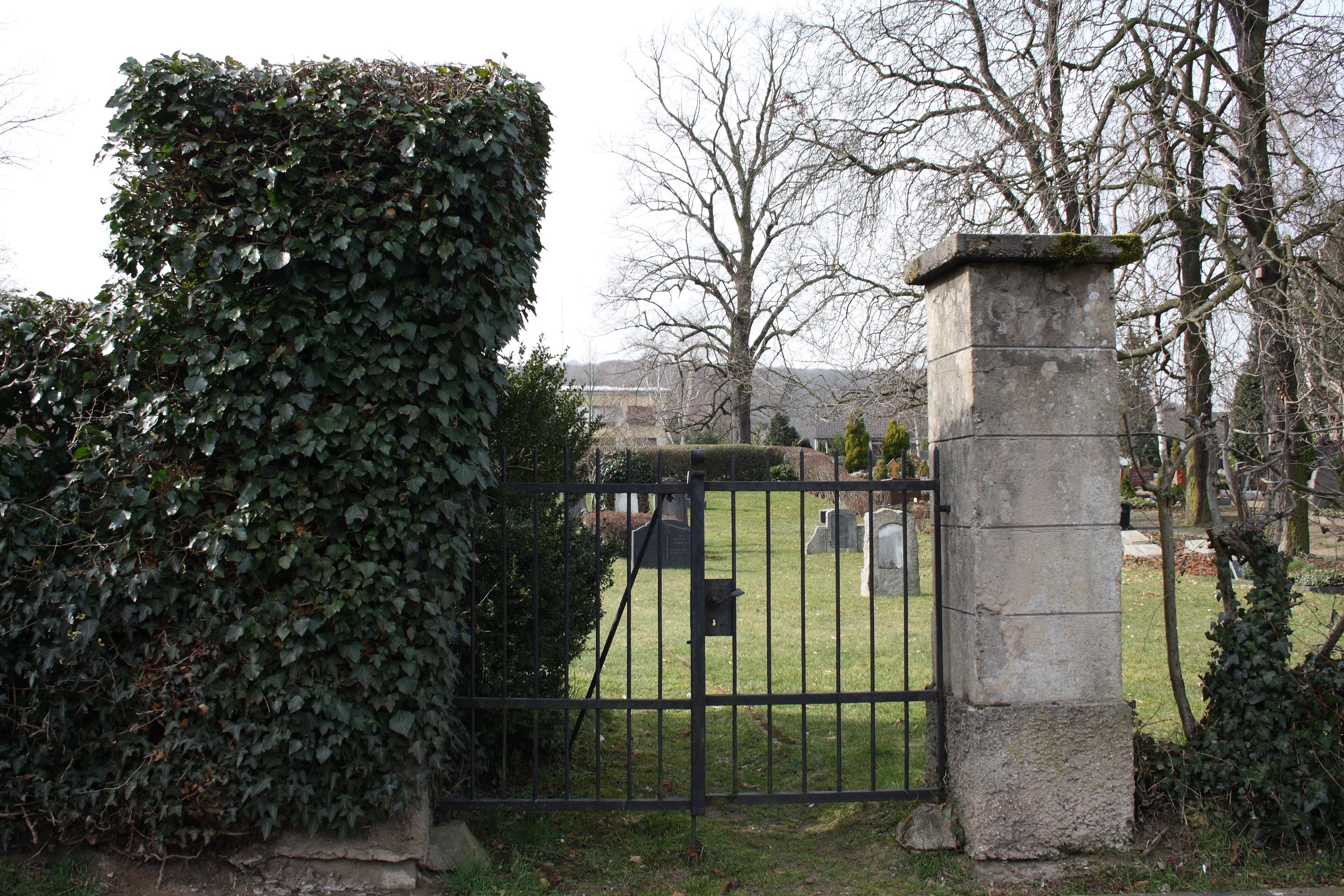
Eingang zum jüdischen Friedhof in Unkel

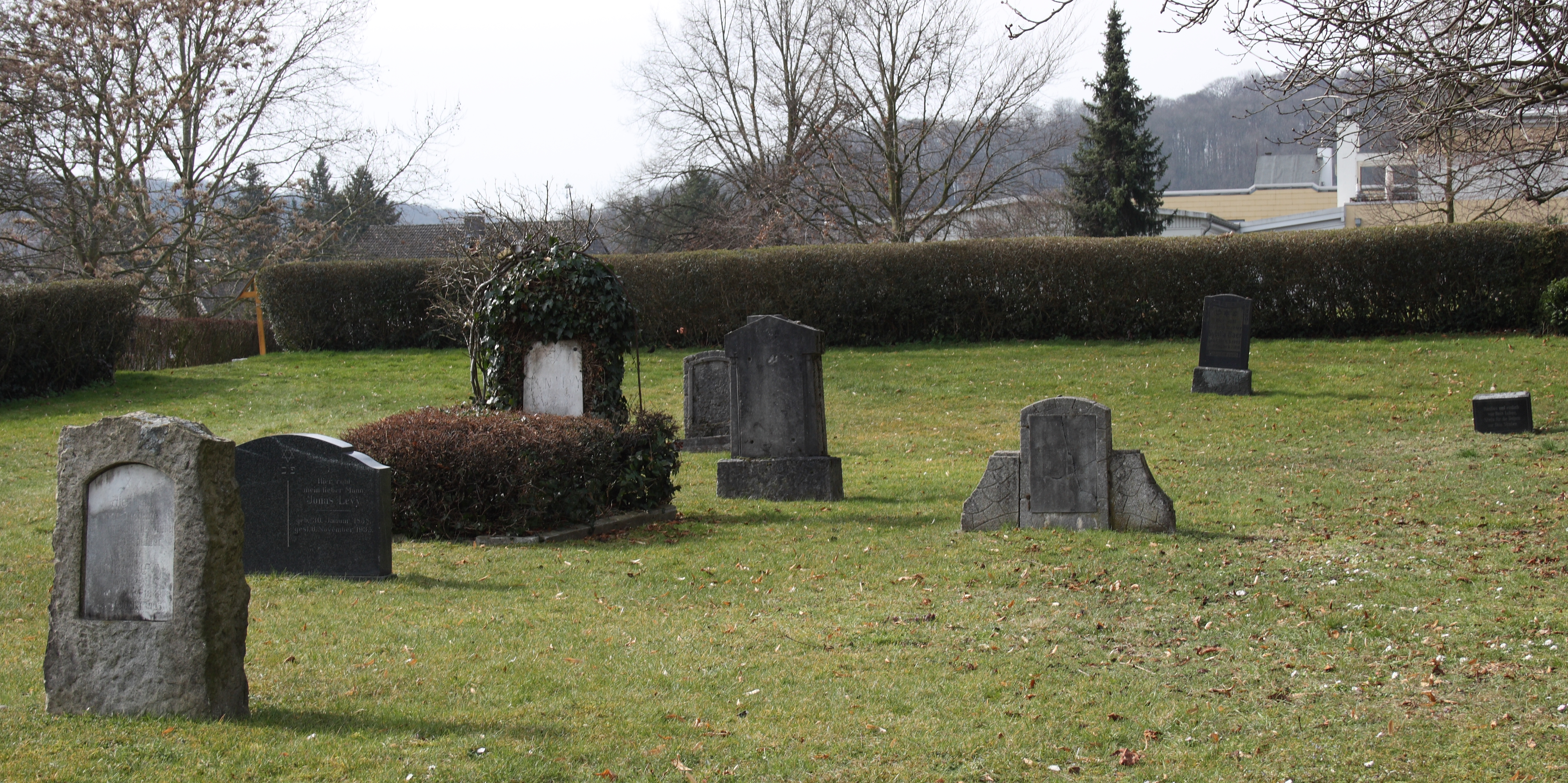
Ansicht des jüdischen Friedhofs in Unkel

Der Jüdische Friedhof Unkel ist ein jüdischer Friedhof in Unkel, einer Stadt im Landkreis Neuwied im nördlichen Rheinland-Pfalz. Der Friedhof ist ein Teil des kommunalen Friedhofes Am Hohen Weg/Ecke Simon-Levy-Straße. Er ist seit 1988 ein geschütztes Kulturdenkmal.

## Geschichte
Der jüdische Friedhof in Unkel wurde in den 1870er-Jahren – der Grundstückserwerb erfolgte im April 1877, die Erstbestattung im August 1879 – als Teil des kommunalen Friedhofes angelegt und bis 1935 belegt. Zuvor wurden die Unkeler Juden in Linz oder Bad Honnef bestattet. Die letzte, 47. Beerdigung fand im Januar 1940 statt. Auf Veranlassung des Unkeler Amtsbürgermeisters und nachfolgender Verfügung durch Landrat und Regierungspräsident vom 28. August 1941 wurden die Grabsteine auf dem Friedhof entfernt und der Friedhof geschlossen und eingeebnet. Die Grabsteine wurden in eine nahe gelegene Kiesgrube geworfen und erst nach Kriegsende wurden acht noch auffindbare Grabsteine wieder aufgestellt. Die Friedhofsfläche umfasst 6,46 Ar. Seit Februar 2016 weist eine Informationstafel auf den Friedhof hin.